# روبرشت الثاني (ناخب بالاتينات)
روبرشت (روبرت) الثاني، ناخب بالاتينات-الراين  (الإلمانية: Ruprecht II) ؛ (12 مايو 1325، آمبرغ – 6 يناير 1398، آمبرغ) كان ناخب بالاتينات الثاني من أسرة فيتلسباخ في 1390-1398.
كان روبرشت ابن البكر لـ أدولف، كونت بالاتينات وإرمينغارد من أوتينغن، في 13 فبراير 1338 قُسمت بالاتينات بين عميه روبرشت الأول ورودولف الثاني، دوق بافاريا، وبعد وفاة عمه روبرشت في 16 نوفمبر 1390، بحيث خلفه هو بموافقة من فنتسلاوس، ملك الرومان، وأيضا في 1391 نفى اليهود والعاهرات من بالاتينات صادر ممتلكاتهم وتركتهم في جامعة روبرشت كارل هايدلبرغ، وأيضا في عام 1395 أصدر قرار يهدف إلى توحيد أراضي بالاتينات، وأيضا في مملكته أدرج نيكارغيموند كـ مدينة الإمبراطورية الحرة.
توفي في عام 1398، خلفه أصغر أبناء روبرشت الذي انتخب لاحقا ملك لألمانيا.

## الأسرة
تزوج في عام 1345 من بياتريكس صقلية وأراغون، أبنة بيترو الثاني ملك صقلية، كان لديهم حوالي سبعة أبناء:-
1. آنا (1346 - 30 نوفمبر 1415)، تزوجت في 1363 من وليام السابع دوق يوليش، والأول دوق بيرغ .
2. فريدريش (1347 - حوالي 1395).
3. يوهان (1349 - حوالي 1395).
4. ميشتيلد (ولدت. 1350)، تزوجت من لاندغراف سيغوست من ليوتشتينبورغ.
5. إليزابيث (حوالي 1351-1360).
6. روبرشت ملك ألمانيا (1352-1410).
7. أدولف (1355 - 1 مايو 1358).